# خوان ایگناسیو ناردونی
خوان ایگناسیو ناردونی (انگلیسی: Juan Ignacio Nardoni؛ زادهٔ ۱۴ ژوئیهٔ ۲۰۰۲) بازیکن فوتبال اهل آرژانتین است.